# Liste deutschsprachiger Lyriker des 20. Jahrhunderts
Diese Seite listet im 20. Jahrhundert verstorbene deutschsprachige Schriftsteller auf, in deren Werk Lyrik eine qualitativ oder quantitativ bedeutende Rolle spielt.

## Liste

### A
- Anna Maria Achenrainer (1909–1972)
- Achim von Akerman (1909–1945)
- Hermann Allmers (1821–1902)
- Peter Paul Althaus (1892–1965)
- Johanna Ambrosius (1854–1939)
- Heinrich Anacker (1901–1971)
- Günther Anders (1902–1992)
- Alfred Andersch (1914–1980)
- Erich Arendt (1903–1984)
- Hans Arp (1886–1966)
- H. C. Artmann (1921–2000)
- Cyrus Atabay (1929–1996)
- Rose Ausländer (1901–1988)
- May Ayim (1960–1996)

### B
- Minna Bachem-Sieger (1870–1939)
- Ingeborg Bachmann (1926–1973)
- Raimund Bahr (* 1962)
- Emmy Ball-Hennings (1885–1948)
- Hugo Ball (1886–1927)
- Emil Barth (1900–1958)
- Willy Bartock (1915–1995)
- Konrad Bayer (1932–1964)
- Johannes R. Becher (1891–1958)
- Richard Beer-Hofmann (1866–1945)
- Carl Friedrich Wilhelm Behl (1889–1968)
- Gottfried Benn (1886–1956)
- Friedrich Bergammer (1909–1981)
- Werner Bergengruen (1892–1964)
- Thomas Bernhard (1931–1989)
- Horst Bienek (1930–1990)
- Otto Julius Bierbaum (1865–1910)
- Rudolf G. Binding (1867–1938)
- Friedrich Bischoff (1896–1976)
- Gerald Bisinger (1936–1999)
- Ernst Blass (1890–1939)
- Johannes Bobrowski (1917–1965)
- Ilona Bodden (1927–1985)
- Paul Boldt (1885–1921)
- Rudolf Borchardt (1877–1945)
- Wolfgang Borchert (1921–1947)
- Nicolas Born (1937–1979)
- Rolf Bossert (1952–1986)
- Rainer Brambach (1917–1983)
- Otto Braun (1897–1918)
- Reinhold Braun (1879–1959)
- Bertolt Brecht (1898–1956)
- Claus Bremer (1924–1996)
- Rolf Dieter Brinkmann (1940–1975)
- Georg Britting (1891–1964)
- Hermann Broch (1886–1951)
- Karl Bröger (1886–1944)
- Hermann Burger (1942–1989)
- Wilhelm Busch (1832–1908)
- Josef Büscher (1918–1983)
- Christine Busta (1915–1987)

### C
- Hans Carossa (1878–1956)
- Paul Celan (1920–1970)

### D
- Felix Dahn (1834–1912)
- Theodor Däubler (1876–1934)
- Max Dauthendey (1867–1918)
- Richard Dehmel (1863–1920)
- Ida Dehmel (1870–1942)
- Paula Dehmel (1862–1918)
- Christoph Derschau (1938–1995)
- Hanna Maria Drack (1913–1988)
- Ernst Droem (1880–1947)

### E
- Marie von Ebner-Eschenbach (1830–1916)
- Albert Ehrenstein (1886–1950)
- Albert Ehrismann (1908–1998)
- Hans Heinrich Ehrler (1872–1951)
- Günter Eich (1907–1972)
- Friedrich Eisenlohr (1889–1954)
- Gerrit Engelke (1890–1918)
- Heinz Erhardt (1909–1979)
- Otto Ernst (1862–1926)

### F
- Gustav Falke (1853–1916)
- Jörg Fauser (1944–1987)
- Cäsar Flaischlen (1864–1920)
- Richard Flatter (1891–1960)
- Walter Flex (1887–1917)
- Gertrud von Le Fort (1876–1971)
- Erich Fried (1921–1988)
- Gerhard Fritsch (1924–1969)
- Günter Bruno Fuchs (1928–1977)
- Franz Fühmann (1922–1984)
- Louis Fürnberg (1909–1957)

### G
- Peter Gan (1894–1974)
- Stefan George (1868–1933)
- Albrecht Goes (1908–2000)
- Yvan Goll (1891–1950)
- Claire Goll (1890–1977)
- Fritz Graßhoff (1913–1997)
- Martin Greif (1839–1911)
- Ludwig Greve (1924–1991)

### H
- Rudolf Hagelstange (1912–1984)
- Hans Harbeck (1887–1968)
- Ferdinand Hardekopf (1876–1954)
- Henriette Hardenberg (1894–1993)
- Jakob Haringer (1898–1948)
- Otto Erich Hartleben (1864–1905)
- Wladimir von Hartlieb (1887–1951)
- Walter Hasenclever (1890–1940)
- Gerhart Hauptmann (1862–1946)
- Albrecht Haushofer (1903–1945)
- Manfred Hausmann (1898–1986)
- Helmut Heißenbüttel (1921–1996)
- Wolfgang Hellmert (1906–1934)
- Karl Henckell (1864–1929)
- Stephan Hermlin (1915–1997)
- Max Herrmann-Neiße (1886–1941)
- Hermann Hesse (1877–1962)
- Georg Heym (1887–1912)
- Paul Heyse (1830–1914)
- Peter Hille (1854–1904)
- Jakob van Hoddis (1887–1942)
- Hugo von Hofmannsthal (1874–1929)
- Andreas Holschuh (1957–1996)
- Arno Holz (1863–1929)
- Winfried Hönes (1934–1996)
- Ricarda Huch (1864–1947)
- Peter Huchel (1903–1981)
- Richard Huelsenbeck (1892–1974)

### J
- Ernst Jandl (1925–2000)
- Friedrich Georg Jünger (1898–1977)

### K
- Georg Kaiser (1878–1945)
- Mascha Kaléko (1907–1975)
- Heinrich Kämpchen (1847–1912)
- Hermann Kasack (1896–1966)
- Marie Luise Kaschnitz (1901–1974)
- Norbert Conrad Kaser (1947–1978)
- Erich Kästner (1899–1974)
- Hans Peter Keller (1915–1989)
- Friederike Kempner (1828–1904)
- Hermann Kesten (1900–1996)
- Heinar Kipphardt (1922–1982)
- Klabund (1890–1928)
- Paul Klee (1879–1940)
- Wilhelm Klemm (1881–1968)
- Christine Koch (1869–1951)
- Alma Johanna Koenig  (1887–1942)
- Gertrud Kolmar (1894–1943)
- Werner Kraft (1896–1991)
- Hertha Kräftner (1928–1951)
- Theodor Kramer (1897–1958)
- Karl Kraus (1874–1936)
- Karl Krolow (1915–1999)
- James Krüss (1926–1997)
- KuBa (1914–1967)
- Isolde Kurz (1853–1944)

### L
- Horst Lange (1904–1971)
- Elisabeth Langgässer (1899–1950)
- Else Lasker-Schüler (1869–1945)
- Heinrich Lautensack (1881–1919)
- Christine Lavant (1915–1973)
- Wilhelm Lehmann (1882–1968)
- Hans Leifhelm (1891–1947)
- Josephine zu Leiningen-Westerburg (1835–1917)
- Hans Leip (1893–1983)
- Dieter Leisegang (1942–1973)
- Richard Leising (1934–1997)
- Hermann Lenz (1913–1998)
- Rudolf Leonhard (1889–1953)
- Emil Lerperger (1908–1982)
- Heinrich Lersch (1889–1936)
- Alfred Lichtenstein (1889–1914)
- Hermann Lienhard (1922–1999)
- Detlev von Liliencron (1844–1909)
- Hermann Lingg (1820–1905)
- Oskar Linke (1854–1928)
- Oskar Loerke (1884–1941)
- Hermann Löns (1866–1914)
- Ernst Wilhelm Lotz (1890–1914)
- Paula Ludwig (1900–1974)

### M
- Albert Mähl (1893–1970)
- Itzik Manger (1901–1969)
- Georg Maurer (1907–1971)
- Selma Meerbaum-Eisinger (1924–1942)
- Walter Mehring (1896–1981)
- Ernst Meister (1911–1979)
- Max Mell (1882–1971)
- Agnes Miegel (1879–1964)
- Alfred Mombert (1872–1942)
- Christian Morgenstern (1871–1914)
- Erich Mühsam (1878–1934)
- Jupp Müller (1921–1985)
- Heiner Müller (1929–1995)
- Inge Müller (1925–1966)
- Börries von Münchhausen (1874–1945)

### P
- Alfons Petzold (1882–1923)
- Reinhard Priessnitz (1945–1985)

### R
- Kuno Raeber (1922–1992)
- Albert H. Rausch (1882–1949)
- Walter Richter-Ruhland (1910–1975)
- Rainer Maria Rilke (1875–1926)
- Joachim Ringelnatz (1883–1934)
- Eugen Roth (1895–1976)
- Ludwig Rubiner (1881–1920)

### S
- Martha Saalfeld (1898–1976)
- Ferdinand von Saar (1833–1906)
- Nelly Sachs (1891–1970)
- Hans Sahl (1902–1993)
- Oda Schaefer (1900–1988)
- Richard von Schaukal (1874–1942)
- Ruth Schaumann (1899–1975)
- Paul Scheerbart (1863–1915)
- Walter Schmiele (1909–1998)
- Friedrich Schnack (1888–1977)
- Reinhold Schneider (1903–1958)
- Wolfdietrich Schnurre (1920–1989)
- Rudolf Alexander Schröder (1878–1962)
- Gustav Schüler (1868–1938)
- Kurt Schwitters (1887–1948)
- Heinrich Seidel (1842–1906)
- Ina Seidel (1885–1974)
- Carl Spitteler (1845–1924)
- Ernst Stadler (1883–1914)
- Hermann Stahl (1908–1998)
- Carl Sternheim (1878–1942)
- August Stramm (1874–1915)
- Wilhelm Szabo (1901–1986)

### T
- Ludwig Thoma (1867–1921)
- Jesse Thoor (1905–1952)
- Ernst Toller (1893–1939)
- Volker von Törne (1934–1980)
- Lulu von Strauß und Torney (1873–1956)
- Georg Trakl (1887–1914)
- Johannes Trojan (1837–1915)
- Emma Trosse (1863–1949)
- Kurt Tucholsky (1890–1935)

### V
- Berthold Viertel (1885–1953)
- Georg von der Vring (1889–1968)

### W
- Christian Wagner (1835–1918)
- Robert Walser (1878–1956)
- Frank Wedekind (1864–1918)
- Armin T. Wegner (1886–1978)
- Erich Weinert (1890–1953)
- Josef Weinheber (1892–1945)
- Konrad Weiß (1880–1940)
- Franz Werfel (1890–1945)
- Wolfgang Weyrauch (1904–1980)
- Paul Wiens (1922–1982)
- Anton Wildgans (1881–1932)
- Alfred Wolfenstein (1883–1945)
- Karl Wolfskehl (1869–1948)
- Günter Wünsche (1931–1996)

### Z
- Paul Zech (1881–1946)
- Albin Zollinger (1895–1941)
- Carl Zuckmayer (1896–1977)
- Unica Zürn (1916–1970)
- Stefan Zweig (1881–1942)